# Jen (bóstwo)
Jen (komi Ен) – jeden z dwóch demiurgów w mitologii Komiaków, stwórca dobrej i prawej części świata, uosobienie dobra. Urodził się z kaczego jajka w pierwotnym oceanie jednocześnie ze swoim bratem Omölem, który został przeciwieństwem Jena i stwórcą wszystkiego złego, w tym złych duchów.